# Paul Herman (Schauspieler)
Paul Herman (* 29. März 1946 in Brooklyn, New York City; † 29. März 2022) war ein US-amerikanischer Schauspieler, der vor allem durch seine Darstellung zwielichtiger Typen bekannt wurde.

## Leben
Paul Herman, geboren 1946 in Brooklyn, trat in bekannten Filmen wie Es war einmal in Amerika, Auf kurze Distanz, Crazy Heart, Silver Linings und Reine Nervensache 2 in Nebenrollen auf. In der erfolgreichen Serie Die Sopranos spielte er die Nebenrolle des Peter „Beansie“ Gaeta. In den Martin-Scorsese-Filmen Die Farbe des Geldes, GoodFellas – Drei Jahrzehnte in der Mafia, Casino und The Irishman war er in kleineren Rollen zu sehen. In Crazy Heart spielte Herman den Manager von Jack Greene (Jeff Bridges), einem abgebrannten Sänger. Sein Schaffen umfasst mehr als 60 Produktionen für Film und Fernsehen.
Herman war neben der Schauspielerei gemeinsam mit Mikhail Baryshnikov Eigentümer des „Columbus Cafes“, das an der Columbus Avenue nahe dem Lincoln Center lag.

## Filmografie (Auswahl)
- 1982: Dear Mr. Wonderful
- 1983: Monty – Der Millionenerbe (Easy Money)
- 1984: Es war einmal in Amerika (Once Upon a Time in America)
- 1984: Der Pate von Greenwich Village (The Pope of Greenwich Village)
- 1984: Der Liebe verfallen (Falling in Love)
- 1984: Cotton Club (The Cotton Club)
- 1985: The Purple Rose of Cairo
- 1985: Der Equalizer (The Equalizer, Fernsehserie, Folge 1x13)
- 1986: Auf kurze Distanz (At Close Range)
- 1986: Die Farbe des Geldes (The Color of Money)
- 1987: Radio Days
- 1987: Saturday Night Live (Fernsehserie, Folge 12x15)
- 1987: Das Doppelspiel (The Squeeze)
- 1987: Der stählerne Vorhang (Weeds)
- 1988: Miami Vice (Fernsehserie, Folge 4x19)
- 1988: Im Rausch der Tiefe (Le Grand Bleu)
- 1988: Die letzte Versuchung Christi (The Last Temptation of Christ)
- 1988: Big
- 1989: New Yorker Geschichten (New York Stories)
- 1989: Unter Druck (White Hot)
- 1989: Rooftops – Dächer des Todes (Rooftops)
- 1989: Ruf nach Vergeltung (Next of Kin)
- 1990: Cadillac Man
- 1990: Ein verrückt genialer Coup (Quick Change)
- 1990: GoodFellas – Drei Jahrzehnte in der Mafia (Goodfellas)
- 1991: Billy Bathgate
- 1992: In the Soup – Alles Kino (In the Soup)
- 1994: Bullets Over Broadway
- 1994: Liebe bis zum Tod (Somebody to Love)
- 1995: Angriff aus der Dunkelheit (Toughguy)
- 1995: Geliebte Aphrodite (Mighty Aphrodite)
- 1995: Casino
- 1995: Heat
- 1996: Seitensprung in Manhattan (The Daytrippers)
- 1996: The Fan
- 1996: Sleepers
- 1997: Ein Vater zuviel (Fathers’ Day)
- 1997: Cop Land
- 1997: Showdown (Top of the World)
- 1998: Der Staatsfeind Nr. 1 (Enemy of the State)
- 2000–2007: Die Sopranos (The Sopranos, Fernsehserie, 5 Folgen)
- 2001: 15 Minuten Ruhm (15 Minutes)
- 2002: Reine Nervensache 2 (Analyze That)
- 2004–2010: Entourage (Fernsehserie, 5 Folgen)
- 2007: Helden der Nacht – We Own the Night (We Own the Night)
- 2008: Inside Hollywood (What Just Happened)
- 2009: Crazy Heart
- 2010: Meine Frau, unsere Kinder und ich (Little Fockers)
- 2012: Silver Linings (Silver Linings Playbook)
- 2013: American Hustle
- 2015: Joy – Alles außer gewöhnlich (Joy)
- 2019: The Irishman